# جاناتان گیلبرت
جاناتان گیلبرت (انگلیسی: Jonathan Gilbert؛ زادهٔ ۲۸ آوریل ۱۹۶۷) یک هنرپیشه اهل ایالات متحده آمریکا است.
از فیلم‌ها یا برنامه‌های تلویزیونی که وی در آن نقش داشته است می‌توان به خانه کوچک اشاره کرد.